# مهران نائل
مهران نائل (زاده ۲۵ خرداد ۱۳۶۰ در اصفهان) بازیگر اهل ایران است.

## آثار

### فیلم سینمایی
| سال  | عنوان فیلم  | کارگردان       |
| ---- | ----------- | -------------- |
| ۱۳۸۵ | اتوبوس شب   | کیومرث پوراحمد |
| ۱۳۸۷ | کیمیا و خاک | عباس رافعی     |
| ۱۳۹۱ | تعبیرخواب   | رضا دادویی     |
| ۱۳۹۵ | آذر         | محمد حمزه‌ای    |

### مجموعه تلویزیونی
| سال  | عنوان             | کارگردان                 |
| ---- | ----------------- | ------------------------ |
| ۱۳۸۷ | عملیات ۱۲۵        | بهروز افخمی/مسعود آب‌پرور |
| ۱۳۸۸ | تاکسی شانس        | سعید سالارزهی            |
| ۱۳۸۹ | در مسیر زاینده‌رود | حسن فتحی                 |
| ۱۳۹۱ | راستش را بگو      | محمدرضا آهنج             |
| ۱۳۹۲ | دولت مخفی         | راما قویدل               |
| ۱۳۹۳ | خانه کاغذی        | محمود معظمی              |
| ۱۳۹۴ | آسپرین            | فرهاد نجفی               |
| ۱۳۹۴ | شهرزاد            | حسن فتحی                 |
| ۱۳۹۷ | بچه‌مهندس          | علی غفاری                |
| ۱۳۹۸ | دل‌ دار            | جمشید محمودی-نوید محمودی |
| ۱۴۰۰ | آتش در گلستان     | پرویز شیخ طادی           |
| ۱۴۰۰ | آتش و باد         | مجتبی راعی               |
| ۱۴۰۳ | ازازیل            | حسن فتحی                 |

### تله تئاتر
| سال  | عنوان          | کارگردان        |
| ---- | -------------- | --------------- |
| ۱۳۸۷ | سه پاس         | فرهاد مهندس پور |
| ۱۳۸۸ | خانم سویج عجیب | محمد یعقوبی     |

### تئاتر
| سال  | عنوان                           | کارگردان |
| ---- | ------------------------------- | --- |
|      | چهار حکایت از چندین حکایت رحمان | (علیرضا نادری)                                                                                                |
|      | آفتاب از میلان طلوع می‌کند       | (آرش عباسی)                                                                                                   |
|      | داستان عامه پسند                | (آرش عباسی)                                                                                                   |
| ۱۳۸۶ | ادیپ در راه                     | (فابرس نیکوت، پروژه مشترک ایران- فرانسه، پاریس ۲۰۰۷)                                                          |
| ۱۳۸۸ | دژاوو                           | (مهران نائل و ژولین گرهارد، پروژه مشترک ایران -آلمان، جشنواره مورگنلند آلمان و تالار مولوی تهران ۲۰۰۹ و ۲۰۱۰) |
| ۱۳۸۹ | ایستگاه                         | (سرگل اسلامیان، ۲۰۱۰ و ۲۰۱۱ در ارمنستان، ۲۰۱۱ ترکیه)                                                          |
|      | اوراتوریو عدالت                 | بابک مُهری |
| ۱۳۹۲ | هوراشیو                         | (عباس اقسامی، تهران و لیسبون، ۲۰۱۳)                                                                           |
| ۱۳۹۳ | رؤیای پائیز                     | (فریندخت زاهدی، تهران و شانگهای، ۲۰۱۴)                                                                        |